# A Sultana of the Desert
Pour plus de détails, voir Fiche technique et Distribution.
A Sultana of the Desert est un film muet américain réalisé par Tom Santschi et sorti en 1915.

## Fiche technique
Sauf indication contraire, les informations mentionnées dans cette section peuvent être confirmées par la base de données cinématographiques IMDb,  présente dans la section « Liens externes ».
- Titre : A Sultana of the Desert
- Titre alternatif : A Sultan of the Desert[1]
- Réalisation : Tom Santschi
- Scénario : Kathlyn Williams
- Producteur : William Selig
- Société de production : Selig Polyscope Company
- Société de distribution : General Film Company
- Pays de production :  États-Unis
- Format : noir et blanc — 1,33:1 — 35 mm — muet
- Genre : film d'aventures
- Durée : deux bobines[2]
- Date de sortie :
  - États-Unis : 4 octobre 1915[2]

## Distribution
- Kathlyn Williams : Joan
- Tom Santschi : Christoph
- Theodore Bates
- Walter Beckwith
- Josephine Rice

## Autour du film
L'actrice Kathlyn Williams tourne dans dix-huit films pour la société de production de William Selig en 1915 et 1916. Elle participe même à l'écriture des scénarios de The Strange Case of Talmai Lind et de A Sultana of the Desert. Elle apparaît dans ce film entourée des animaux sauvages du Selig Jungle Zoo.